# Parafia św. Kingi w Krakowie
Parafia św. Kingi w Krakowie – parafia rzymskokatolicka należąca do dekanatu Kraków-Podgórze archidiecezji krakowskiej leżąca w Podgórzu, przy ulicy Siemomysła.
Kościół parafialny został wybudowany w latach 2003–2014. W 2017 roku rozpoczęto prace budowlane przy domu parafialnym. W planach inwestycyjnych jest również dzwonnica.
W kościele można przyjąć komunię niskoglutenową, po zgłoszeniu takiej woli przed rozpoczęciem mszy świętej w zakrystii.

## Nabożeństwa
Msze święte w niedziele: 7:30, 9:30, 11:30, 18:00
Msze święte w tygodniu: 8:00 (wtorek, środa, piątek, sobota), 18:00 (codziennie)
Wtorek: 17:45 Modlitwy do św. Kingi wraz z możliwością uczczenia relikwii
Środa: 17:30 Nowenna do MB Nieustającej Pomocy
Czwartek: 17:30 Adoracja Najświętszego Sakramentu, po niej msza święta z Komunią pod postacią chleba i wina
Piątek: 17:45 Koronka do Bożego Miłosierdzia
Spowiedź: w tygodniu 15 min. przed mszą świętą (lub nabożeństwem), w niedziele w trakcie mszy

## Historia parafii
22 lipca 2001 ks. kardynał Franciszek Macharski erygował parafię pw. Świętej Kingi oraz mianował pierwszego proboszcza ks. Bogusława Filipiaka.
25 sierpnia 2001 do parafii został skierowany pierwszy wikariusz, ks. Józef Zwoliński 
Kościół parafialny w budowie od 2003. Pierwsza msza została odprawiona w nowym kościele w pasterkę 24/25 grudnia 2004 roku. W roku 2005 został zamknięty stan surowy kościoła wraz z zakrystią.
12 października 2005 ks. Kardynał Stanisław Dziwisz wmurował kamień węgielny, wyjęty z grobu św. Kingi w Starym Sączu, pobłogosławiony przez papieża Jana Pawła II. 
25 sierpnia 2006 ks. Józef Zwoliński został skierowany przez ks. Kardynała Stanisława Dziwisza do pracy duszpasterskiej w parafii św. Marii Magdaleny w Rabce.
Na miejsce ks.Józefa do parafii został skierowany ks. Andrzej Kubieniec.
19 maja 2007 ks. Kardynał Stanisław Dziwisz podczas wizytacji kanonicznej poświęcił kościół. Od tego dnia wszystkie msze odbywają się w nowym kościele.
30 czerwca 2011 ks. proboszcz Bogusław Filipiak został skierowany przez ks. Kardynała Stanisława Dziwisza do pracy duszpasterskiej jako proboszcza w parafii św. Rodziny w Zakopanem (na Krupówkach).
Od 1 lipca 2011 proboszczem w parafii św. Kingi był ks. Jerzy Czerwień, który wcześniej pracował jako asystent na Wydziale Historii Kościoła Papieskiej Akademii Teologicznej (2003–2007), a także był przełożonym w Wyższym Seminarium Duchownym Archidiecezji Krakowskiej (2003–2011). W związku ze zmianami personalnymi dokonanymi w 2017 przez nowego metropolitę krakowskiego abp. Marka Jędraszewskiego został skierowany do pracy w parafii Matki Bożej Królowej Polski w Nowej Hucie - Bieńczycach, przy kościele Arka Pana.
26 sierpnia 2011 ks. Andrzej Kubieniec został skierowany przez ks. Kardynała Stanisława Dziwisza do pracy duszpasterskiej w parafii św. Bartłomieja Apostoła w Łapanowie. Wraz z odejściem księdza Andrzeja pojawił się w parafii nowy wikary ks. Stanisław Czernik.
Organistą od początku istnienia parafii do 31.08.2016 roku był Daniel Zdziebko, absolwent Archidiecezjalnej Szkoły Organistowskiej. W 2014 r. uzyskał tytuł licencjata w Międzyuczelnianym Instytucie Muzyki Kościelnej w Krakowie. Na jego miejsce przyszła pani Maria Cebula. 
1 lipca 2017 roku proboszczem został ks. Jacek Konieczny, dotychczasowy dyrektor Wydziału Duszpasterstwa Rodzin Archidiecezji Krakowskiej, gdzie swoją posługę pełnił od 2003 roku. 

## Wspólnoty parafialne
- Duszpasterska Rada parafialna
- Służba liturgiczna
- Kręgi Domowego Kościoła
- Wspólnota Żywego Różańca
- Ruch Światło-Życie
- Chór Parafialny
- Schola dziecięca
- Nadzwyczajni Szafarze Komunii Świętej
- Grupa pogłębienia wiary i wiedzy religijnej
- Harcerze

Na terenie domu parafialnego funkcjonuje świetlica parafialna, gdzie wieczorami można zagrać w bilarda, ping-ponga, piłkarzyki i inne gry. Przy świetlicy funkcjonuje siłownia i biblioteka. Raz w tygodniu prowadzone są zajęcia fitness dla pań prowadzone przez wykwalifikowaną trenerkę.

## Terytorium parafii
Ulice: Abrahama, Dauna nr 1 – 23, Drewniana, Dworcowa, Dworzec. Gipsowa, Heltmana nr 1 – 15 i 2 – 58, Jerozolimska, Kamieńskiego nry parzyste, Lecha, Łuczników, Malborska do nr 18, Mieczników, Pańska, Prokocimska, Siemomysła, Stoigniewa, Tarnowska, Uśmiech, Wielicka nr 42a – 115, Wodna do nr 15

## Proboszczowie
- 22.07.2001 - 30.06.2011 ks. Bogusław Filipiak
- 1.07.2011 - 30.06.2017 ks. Jerzy Czerwień
- od 1.07.2017 ks. Jacek Konieczny